# 58 Concordia
Concordia (asteroide 58) é um asteroide da cintura principal com um diâmetro de 93,43 quilómetros, a 2,5833049 UA. Possui uma excentricidade de 0,04318332 e um período orbital de 1 620,38 dias (4,44 anos).
Concordia tem uma velocidade orbital média de 18,12672225 km/s e uma inclinação de 5,0578201º.
Este asteroide foi descoberto em 24 de Março de 1860 por Robert Luther. Seu nome vem da personagem mitológica romana Concórdia.